# 망상수사: 구와가타 고이치 준교수의 스타일리시한 생활
《망상수사: 구와가타 고이치 준교수의 스타일리시한 생활》(妄想捜査~桑潟幸一准教授のスタイリッシュな生活 모소소사쿠와가타코이치준쿄주노스타이릿슈나세이카츠[*])은 2012년 1월 22일부터 3월 18일까지 TV 아사히 계열 《일요 나이트 프리미어》 시간대에 방송된 텔레비전 드라마이다. 《일요 나이트 프리미어》 시간대의 마지막 작품이며, 처음으로 영상화 된 오쿠이즈미 히카루의 작품이다.
캐치프레이즈는 〈탄생. 망상계 히어로.〉

## 등장 인물

### 주요 인물
구와가타 고이치 (31) - 사토 류타
진노 히토미 (20) - 사쿠라바 나나미
기무라 도요 (24) - 쿠라시나 카나
구지라타니 (57) - 바이쇼 미츠코
미미지마 아키라 (45) - 마스 다케시

### 미스터리 연구회
하야타 리카 (18) - 다케토미 세이카
자칭 마법의 나라에서 수행을 위해 온 마법사.
야마모토 미즈호 (19) - 가와키타 마유코
뉴욕으로 유학갔다 갓 귀국했으며, 일본어를 잘 못한다.
오시카와 지에 (20) - 후지무라 쇼코
통칭 옷시. 자칭 이가의 시골에서 온 쿠노이치. 평상시는 눈에 띄지 않게 얌전히 있지만, 사실 주목 받으며 폴 댄스를 추는 것이 꿈이다.

### 라크로스부
모리나가 도모코 - 스기모토 유미
라크로스부 부장. 예전에 밴드 활동을 했었다.
도모코 - 니시다 나쓰미
라크로스부 부원.

### 그 외
누마부쿠로 센타로 (20) - 와타나베 슈

### 게스트
제1화
- 우시코시 - 하루미 시호
- 마루야마 - 스즈키 가즈마
- 소노무라 - 덴덴

제2화
- 마키 - 노나미 마호

## 제작진
- 원작 - 오쿠이즈미 히카루 《구와가타 고이치 준교수의 스타일리쉬한 생활》
- 각본 - 모리 하야시, 야마오카 신스케, 오이카와 다쿠로
- 음악 - 이치카와 준
- 연출 - 고이즈미 노리히로, 오이카와 다쿠로, 시치타카 고, 이시이 유야
- 제작 - TV 아사히, 도에이

## 주제가
- 챗몬치 〈만게쓰니호에로〉

## 원작과 차이점
- 구와가타가 부임하는 대학이 원잔에선 다라치네 국제 대학이었으나, 드라마에선 다라치네 국제 여자 대학이다.
- 구와가타가 원작에선 문예부 고문이었으나, 드라마에선 미스터리 연구회 고문을 맡는다.